# Lima 13
Lima 13 es una película peruana de 2012 y tercer largometraje del director peruano Fabrizio Aguilar.
La película narra la historia de tres generaciones de limeños que se ven envueltos en una atmósfera navideña con la creencia del fin del mundo anunciado supuestamente por el calendario maya.
Fue estrenada en cines el 22 de noviembre de 2012.

## Sinopsis
Lima 13 es el relato de Wachi (Ubaldo Huamán), un vigilante de seguridad de un barrio residencial que observa la vida de los vecinos de un edificio de cuatro pisos. Entabla amistad con Trini (Élide Brero), una anciana viuda, y Tesla (Kani Hart), una adolescente que ha vuelto del extranjero.

## Reparto
El reparto incluye a:
- Ubaldo Huamán
- Élide Brero
- Kani Hart
- Norma Martínez
- Liliana Trujillo
- Melissa Loza